# Liga dos Campeões da CAF de 2017 – Fase de Grupos
A Fase de Grupos da Liga dos Campeões da CAF de 2017 foi disputada entre 12 de maio até 9 de julho de 2017. Um total de 16 equipes participam desta fase. Os primeiros e segundo colocados de cada grupo avançaram as fases finais.

## Sorteio
O sorteio para esta fase foi realizado em 26 de abril de 2017 às 14:00 (UTC+2) na sede da CAF em Cairo, no Egito.
Na fase de grupos, as 16 equipes foram sorteadas em quatro grupos de quatro equipes cada. Os vencedores e os segundos lugares de cada grupo avançaram para as quartas de final.
As equipes foram divididas em quatro potes de acordo com o Ranking da CAF. Os pontos são mostrados nos parênteses. Uma equipe de cada pote foi sorteada em cada um dos grupos.
| Pote    | Pote 1                                                                                        | Pote 2                                                                                             | Pote 3                                                                                         | Pote 4                                                            |
| ------- | --------------------------------------------------------------------------------------------- | -------------------------------------------------------------------------------------------------- | ---------------------------------------------------------------------------------------------- | ----------------------------------------------------------------- |
| Equipes | - Al-Ahly (45 pts) - Zamalek (36 pts) - Étoile du Sahel (31 pts) - Mamelodi Sundowns (25 pts) | - Al-Hilal (20 pts) - Espérance de Tunis (20 pts) - Wydad Casablanca (16 pts) - USM Alger (16 pts) | - Al-Merrikh (14 pts) - Coton Sport (12 pts) - AS Vita Club (12 pts) - Al-Ahli Trípoli (5 pts) | - Saint George (2 pts) - Ferroviário Beira - Zanaco - CAPS United |

## Calendário
O calendário para a fase de grupos é o seguinte:
| Matchday        | Datas                    |
| --------------- | ------------------------ |
| Primeira rodada | 12–14 de maio            |
| Segunda rodada  | 23–24 de maio            |
| Terceira rodada | 2–4 de junho             |
| Quarta rodada   | 20–21 de junho           |
| Quinta rodada   | 30 de junho – 2 de julho |
| Sexta rodada    | 7–9 de julho             |

## Grupos

### Grupo A
| Pos. | Equipe                 | Pts | J | V | E | D | GP | GC | SG |
| ---- | ---------------------- | --- | - | - | - | - | -- | -- | -- |
| 1    | Étoile du Sahel        | 12  | 6 | 3 | 3 | 0 | 13 | 4  | +9 |
| 2    | Ferroviário Beira      | 8   | 6 | 2 | 2 | 2 | 6  | 8  | –2 |
| 3    | Al-Merrikh[Nota Sudão] | 7   | 6 | 2 | 1 | 3 | 6  | 9  | –3 |
| 4    | Al-Hilal[Nota Sudão]   | 4   | 6 | 0 | 4 | 2 | 4  | 8  | –4 |

|                   | ESS | ALH | ALM | FB  |
| ----------------- | --- | --- | --- | --- |
| Étoile du Sahel   |     | 1–1 | 3–0 | 5–0 |
| Al-Hilal          | 1–1 |     | 1–1 | 3–0 |
| Al-Merrikh        | 1–2 | 2–1 |     | 2–1 |
| Ferroviário Beira | 1–1 | 0–0 | 1–0 |     |

- Nota Sudão: ^  A FIFA suspendeu a Associação de Futebol do Sudão em 7 de julho de 2017.[5] Como resultado, as equipes Sudanesas não poderão continuar participando de competições internacionais, e tanto como o Al-Merrikh e o Al-Hilal foram eliminados da Liga dos Campeões da CAF.[6] A última partida de cada equipe na fase de grupos foi dada como vitória do oponente por 3–0.

| 12 de maio    | Étoile du Sahel                                                 | 5 – 0     | Ferroviário Beira | Stade Olympique de Sousse, Sousse |
| 18:00 (UTC+1) | Diogo Acosta 15', 70' · Bangoura 37' · Lahmar 58' · Bouazza 60' | Relatório |                   | Árbitro: BFA Juste Zio            |

| 12 de maio    | Al-Hilal      | 1 – 1     | Al-Merrikh    | Estádio de Hilal, Ondurmã   |
| 22:00 (UTC+3) | Shobowale 31' | Relatório | Saadeldin 61' | Árbitro: RSA Daniel Bennett |

| 23 de maio    | Ferroviário Beira | 0 – 0     | Al-Hilal | Estádio do Zimpeto, Maputo |
| 15:00 (UTC+2) |                   | Relatório |          | Árbitro: ZAM Wisdom Chewe  |

| 23 de maio    | Al-Merrikh    | 1 – 2     | Étoile du Sahel                  | Estádio de Merrikh, Ondurmã |
| 21:00 (UTC+3) | Al-Madina 52' | Relatório | Diogo Acosta 33' · Bouazza 90+3' | Árbitro: MAR Rédouane Jiyed |

| 3 de junho    | Ferroviário Beira | 1 – 0     | Al-Merrikh | Estádio do Ferroviário, Beira           |
| 15:00 (UTC+2) | Dayo 66'          | Relatório |            | Árbitro: ANG Hélder Martins de Carvalho |

| 3 de junho    | Étoile du Sahel | 1 – 1     | Al-Hilal  | Stade Olympique de Sousse, Sousse |
| 22:45 (UTC+1) | Boughattas 57'  | Relatório | Idris 80' | Árbitro: EGY Mohamed Marouf       |

| 20 de junho   | Al-Merrikh                  | 2 – 1     | Ferroviário Beira | Estádio de Merrikh, Ondurmã        |
| 23:00 (UTC+3) | Saadeldin 30' · Abdalla 59' | Relatório | Maninho 16'       | Árbitro: ETH Bamlak Tessema Weyesa |

| 21 de junho   | Al-Hilal   | 1 – 1     | Étoile du Sahel | Estádio Al-Hilal, Ondurmã        |
| 22:00 (UTC+3) | Bashir 90' | Relatório | Bedoui 85'      | Árbitro: MAD Hamada Nampiandraza |

| 30 de junho   | Al-Merrikh     | 2 – 1     | Al-Hilal  | Estádio de Merrikh, Ondurmã |
| 21:00 (UTC+3) | Rahman 9', 48' | Relatório | Idris 65' | Árbitro: CMR Alioum Alioum  |

| 1 de julho    | Ferroviário Beira | 1 – 1     | Étoile du Sahel        | Estádio do Zimpeto, Maputo   |
| 15:00 (UTC+2) | Omar 71'          | Relatório | Ben Belgacem 83' (pen) | Árbitro: MLI Mahamadou Keita |

| 7 de julho    | Étoile du Sahel | 3 – 0[Nota Sudão] | Al-Merrikh | Stade Olympique de Sousse, Sousse |
| 18:00 (UTC+1) |                 | Relatório         |            | Árbitro: ZAM Janny Sikazwe        |

| 7 de julho    | Al-Hilal | 0 – 3[Nota Sudão] | Ferroviário Beira | Estádio de Hilal, Ondurmã |
| 20:00 (UTC+3) |          | Relatório         |                   | Árbitro: BOT Joshua Bondo |

### Grupo B
| Pos. | Equipe          | Pts | J | V | E | D | GP | GC | SG |
| ---- | --------------- | --- | - | - | - | - | -- | -- | -- |
| 1    | USM Alger       | 11  | 6 | 3 | 2 | 1 | 12 | 5  | +7 |
| 2    | Al-Ahli Trípoli | 9   | 6 | 2 | 3 | 1 | 11 | 10 | +1 |
| 3    | Zamalek         | 6   | 6 | 1 | 3 | 2 | 6  | 8  | –2 |
| 4    | CAPS United     | 6   | 6 | 2 | 0 | 4 | 10 | 16 | –6 |

|                 | ZAM | USM | ALA | CAPS |
| --------------- | --- | --- | --- | ---- |
| Zamalek         |     | 1–1 | 2–2 | 2–0  |
| USM Alger       | 2–0 |     | 3–0 | 4–1  |
| Al-Ahli Trípoli | 0–0 | 1–1 |     | 4–2  |
| CAPS United     | 3–1 | 2–1 | 2–4 |      |

| 12 de maio    | USM Alger                               | 3 – 0     | Al-Ahli Trípoli | Estádio 5 de Julho de 1962, Argel |
| 18:00 (UTC+1) | Chafaï 31' · Carolus 45' · Darfalou 83' | Relatório |                 | Árbitro: TUN Youssef Essrayri     |

| 12 de maio    | Zamalek                  | 2 – 0     | CAPS United | Estádio Borg El Arab, Alexandria |
| 21:00 (UTC+2) | Morsy 56' · Ohawuchi 84' | Relatório |             | Árbitro: CIV Denis Dembélé       |

| 23 de maio    | Al-Ahli Trípoli | 0 – 0     | Zamalek | Stade Taïeb-Mehiri, Sfax (Tunísia)[Nota Líbia] |
| 19:00 (UTC+1) |                 | Relatório |         | Árbitro: MAR Noureddine El Jaafari             |

| 24 de maio    | CAPS United      | 2 – 1     | USM Alger      | Estádio Nacional, Harare        |
| 15:00 (UTC+2) | Chitiyo 15', 80' | Relatório | Abdellaoui 66' | Árbitro: BDI Thierry Nkurunziza |

| 2 de junho    | CAPS United                         | 2 – 4     | Al-Ahli Trípoli                                | Estádio Nacional, Harare   |
| 15:00 (UTC+2) | Pfumbidzai 86' (pen) · Zvirekwi 89' | Relatório | Derbali 17' (pen), 80' · Ablo 19' · Ellafi 25' | Árbitro: KEN Davies Omweno |

| 2 de junho    | Zamalek    | 1 – 1     | USM Alger  | Estádio Borg El Arab, Alexandria |
| 22:00 (UTC+2) | Mayuka 90' | Relatório | Chafaï 30' | Árbitro: MTN Ali Lemghaifry      |

| 21 de junho   | Al-Ahli Trípoli                                 | 4 – 2     | CAPS United                  | Stade Taïeb-Mehiri, Sfax (Tunísia)[Nota Líbia] |
| 22:00 (UTC+1) | Al Taher 15', 46' · Al Ghanodi 55' · Ellafi 63' | Relatório | Pfumbidzai 19' · Chitiyo 42' | Árbitro: BOT Joshua Bondo                      |

| 21 de junho   | USM Alger                    | 2 – 0     | Zamalek | Estádio 5 de Julho de 1962, Argel |
| 22:00 (UTC+1) | Bellahcene 44' · Meziane 87' | Relatório |         | Árbitro: RSA Victor Gomes         |

| 30 de junho   | Al-Ahli Trípoli | 1 – 1     | USM Alger  | Stade Taïeb-Mehiri, Sfax (Tunísia)[Nota Líbia] |
| 19:00 (UTC+1) | Saltou 37'      | Relatório | Chafaï 16' | Árbitro: ETH Bamlak Tessema Weyesa             |

| 2 de julho    | CAPS United                       | 3 – 1     | Zamalek      | Estádio Nacional, Harare                |
| 15:00 (UTC+2) | Pfumbidzai 31' · Amidu 75', 90+4' | Relatório | Ohawuchi 44' | Árbitro: ANG Hélder Martins de Carvalho |

| 9 de julho    | Zamalek                 | 2 – 2     | Al-Ahli Trípoli                     | Estádio Borg El Arab, Alexandria |
| 21:00 (UTC+2) | Morsy 13' · Youssef 75' | Relatório | Al Ghanodi 45+3' (pen) · Mabidé 69' | Árbitro: MAD Hamada Nampiandraza |

| 9 de julho    | USM Alger                                     | 4 – 1     | CAPS United | Estádio 5 de Julho de 1962, Argel |
| 20:00 (UTC+1) | Hammar 36' · Hamzaoui 42' · Darfalou 78', 88' | Relatório | Amidu 81'   | Árbitro: SEN Malang Diedhiou      |

### Grupo C
| Pos. | Equipe             | Pts | J | V | E | D | GP | GC | SG |
| ---- | ------------------ | --- | - | - | - | - | -- | -- | -- |
| 1    | Espérance de Tunis | 12  | 6 | 3 | 3 | 0 | 11 | 4  | +7 |
| 2    | Mamelodi Sundowns  | 9   | 6 | 2 | 3 | 1 | 6  | 4  | +2 |
| 3    | Saint George       | 5   | 6 | 1 | 2 | 3 | 2  | 7  | –5 |
| 4    | AS Vita Club       | 5   | 6 | 1 | 2 | 3 | 7  | 11 | –4 |

|                    | MMS | EST | ASV | SG  |
| ------------------ | --- | --- | --- | --- |
| Mamelodi Sundowns  |     | 1–2 | 1–1 | 0–0 |
| Espérance de Tunis | 0–0 |     | 3–1 | 4–0 |
| AS Vita Club       | 1–3 | 2–2 |     | 2–1 |
| Saint George       | 0–1 | 0–0 | 1–0 |     |

| 12 de maio    | Espérance de Tunis                             | 3 – 1     | AS Vita Club | Stade Olympique de Radès, Radès |
| 16:00 (UTC+1) | Coulibaly 19' · Khenissi 26' (pen) · Badri 86' | Relatório | Atouba 9'    | Árbitro: MTN Ali Lemghaifry     |

| 13 de maio    | Mamelodi Sundowns | 0 – 0     | Saint George | Estádio Lucas Masterpieces Moripe, Pretória |
| 17:00 (UTC+2) |                   | Relatório |              | Árbitro: EGY Mohamed El-Hanafy              |

| 23 de maio    | Saint George | 0 – 0     | Espérance de Tunis | Estádio Adis Abeba, Adis Abeba |
| 16:00 (UTC+3) |              | Relatório |                    | Árbitro: BOT Joshua Bondo      |

| 24 de maio    | AS Vita Club | 1 – 3     | Mamelodi Sundowns                     | Stade des Martyrs, Kinshasa |
| 15:30 (UTC+1) | Sidibé 31'   | Relatório | Laffor 24' · Zakri 57' · Vilakazi 78' | Árbitro: GAM Bakary Gassama |

| 2 de junho    | Mamelodi Sundowns | 1 – 2     | Espérance de Tunis     | Estádio Lucas Masterpieces Moripe, Pretória |
| 20:00 (UTC+2) | Vilakazi 21'      | Relatório | Khenissi 6', 89' (pen) | Árbitro: SEN Maguette N'Diaye               |

| 4 de junho    | Saint George | 1 – 0     | AS Vita Club | Estádio Adis Abeba, Adis Abeba |
| 16:00 (UTC+3) | Said 59'     | Relatório |              | Árbitro: RWA Louis Hakizimana  |

| 20 de junho   | AS Vita Club         | 2 – 1     | Saint George | Stade des Martyrs, Kinshasa |
| 15:00 (UTC+1) | Birori 7', 28' (pen) | Relatório | Said 64'     | Árbitro: ZAM Janny Sikazwe  |

| 21 de junho   | Espérance de Tunis | 0 – 0     | Mamelodi Sundowns | Stade Olympique de Radès, Radès |
| 22:00 (UTC+1) |                    | Relatório |                   | Árbitro: BDI Thierry Nkurunziza |

| 1 de julho    | Saint George | 0 – 1     | Mamelodi Sundowns | Estádio Adis Abeba, Adis Abeba |
| 16:00 (UTC+3) |              | Relatório | Laffor 85'        | Árbitro: ALG Mehdi Abid Charef |

| 1 de julho    | AS Vita Club    | 2 – 2     | Espérance de Tunis      | Stade des Martyrs, Kinshasa     |
| 16:00 (UTC+1) | Birori 24', 30' | Relatório | Khenissi 11', 59' (pen) | Árbitro: GAB Eric Otogo-Castane |

| 9 de julho    | Mamelodi Sundowns | 1 – 1     | AS Vita Club | Estádio Lucas Masterpieces Moripe, Pretória |
| 19:00 (UTC+2) | Nthethe 35'       | Relatório | Atouba 73'   | Árbitro: MAR Noureddine El Jaafari          |

| 9 de julho    | Espérance de Tunis                                   | 4 – 0     | Saint George | Stade Olympique de Radès, Radès |
| 18:00 (UTC+1) | Chemmam 29' · Mejri 36' · Jouini 82' · Machani 90+4' | Relatório |              | Árbitro: CIV Denis Dembélé      |

### Grupo D
| Pos. | Equipe           | Pts | J | V | E | D | GP | GC | SG  |
| ---- | ---------------- | --- | - | - | - | - | -- | -- | --- |
| 1    | Wydad Casablanca | 12  | 6 | 4 | 0 | 2 | 7  | 3  | +4  |
| 2    | Al-Ahly          | 11  | 6 | 3 | 2 | 1 | 7  | 3  | +4  |
| 3    | Zanaco           | 11  | 6 | 3 | 2 | 1 | 4  | 2  | +2  |
| 4    | Coton Sport      | 0   | 6 | 0 | 0 | 6 | 2  | 12 | –10 |

|                  | ALH | WAC | COT | ZAN |
| ---------------- | --- | --- | --- | --- |
| Al-Ahly          |     | 2–0 | 3–1 | 0–0 |
| Wydad Casablanca | 2–0 |     | 2–0 | 1–0 |
| Coton Sport      | 0–2 | 0–2 |     | 0–1 |
| Zanaco           | 0–0 | 1–0 | 2–1 |     |

| 12 de maio    | Wydad Casablanca        | 2 – 0     | Coton Sport | Estádio Mohamed V, Casablanca           |
| 21:00 (UTC+1) | Jebor 38' · Atouchi 63' | Relatório |             | Árbitro: ANG Hélder Martins de Carvalho |

| 13 de maio    | Al-Ahly | 0 – 0     | Zanaco | Estádio Borg El Arab, Alexandria |
| 19:00 (UTC+2) |         | Relatório |        | Árbitro: GAM Bakary Gassama      |

| 23 de maio    | Coton Sport | 0 – 2     | Al-Ahly                | Estádio Roumdé Adjia, Garoua |
| 16:00 (UTC+1) |             | Relatório | Ajayi 12' · Moamen 14' | Árbitro: RSA Victor Gomes    |

| 24 de maio    | Zanaco    | 1 – 0     | Wydad Casablanca | Estádio Heróis Nacionais, Lusaka |
| 15:00 (UTC+2) | Mbewe 13' | Relatório |                  | Árbitro: RWA Louis Hakizimana    |

| 3 de junho    | Zanaco                  | 2 – 1     | Coton Sport     | Estádio Heróis Nacionais, Lusaka |
| 15:00 (UTC+2) | Sakala 9' · Kitumbo 85' | Relatório | Souleymanou 25' | Árbitro: CIV Abou Coulibaly      |

| 4 de junho    | Al-Ahly                | 2 – 0     | Wydad Casablanca | Estádio Borg El Arab, Alexandria |
| 23:00 (UTC+2) | Moamen 24' · Ajayi 77' | Relatório |                  | Árbitro: TUN Youssef Essrayri    |

| 20 de junho   | Wydad Casablanca          | 2 – 0     | Al-Ahly | Estádio Mohamed V, Casablanca  |
| 23:00 (UTC+0) | Ondama 48' · El Karti 78' | Relatório |         | Árbitro: ALG Mehdi Abid Charef |

| 21 de junho   | Coton Sport | 0 – 1     | Zanaco       | Estádio Roumdé Adjia, Garoua    |
| 15:00 (UTC+1) |             | Relatório | Sakala 90+1' | Árbitro: GAB Eric Otogo-Castane |

| 1 de julho    | Zanaco | 0 – 0     | Al-Ahly | Estádio Heróis Nacionais, Lusaka |
| 15:00 (UTC+2) |        | Relatório |         | Árbitro: MTN Ali Lemghaifry      |

| 1 de julho    | Coton Sport | 0 – 2     | Wydad Casablanca          | Estádio Roumdé Adjia, Garoua |
| 16:00 (UTC+1) |             | Relatório | Bencharki 43' · Aarab 72' | Árbitro: KEN Davies Omweno   |

| 8 de julho    | Al-Ahly                   | 3 – 1     | Coton Sport      | Estádio Borg El Arab, Alexandria |
| 21:00 (UTC+2) | Gamal 15', 54' · Said 33' | Relatório | Fathy 12' (g.c.) | Árbitro: NGA Ferdinand Udoh      |

| 8 de julho    | Wydad Casablanca | 1 – 0     | Zanaco | Estádio Mohamed V, Casablanca |
| 20:00 (UTC+1) | Bencharki 68'    | Relatório |        | Árbitro: RSA Daniel Bennett   |